# Jafar Hasan Aboud
Jafar Hasan Aboud Alkhaffaf, född den 27 oktober 1955 i Irak, är en svensk tonsättare och musiker. Jafar Hasan Aboud, är bosatt i Sverige sedan 2007. Han har gett konserter i Tyskland, Storbritannien, Belgien, Denmark, Irak och Arabländerna.
Han är känd för sin snabbhet att skriva musiknoter utan att använda ett instrument, förutom att vara en poet som skrev vältalig vertikal poesi och irakisk folkpoesi.
Jafar komponerade melodier för många pjäser, och han har många verk som han har presenterat för film, tv, teater, radio och verk inom musikgrupper och sång. 
Han komponerade underbara litterära och humanitära verk av jättens poesi och litteratur i mänsklig historia, inklusive den stora tyska poeten Goethe, poeten Joachim Saturius, den svenska poeten som vann Nobelpriset Thomas Tranströmer, den franska poeten Aragon, influerad av Qais Ibn al-Malouh Majnun Laila och Rabindranath Tagore, den indiska poeten som vann Nobelpriset i början. Tjugonde århundradet, ryska Pushkin och Pablo Neruda från Chile. https://ar.wikipedia.org/wiki/